# ويستوود (ماساتشوستس)
ويستوود (Westwood) هي مدينة تقع في مقاطعة نورفولك، ماساتشوسيتس، الولايات المتحدة. عدد سكانها 14117 نسمة حسب تعداد سكان عام 2000. تأسست المدينة في عام 1640، وقد كانت جزء من مدينة ديدام، وهي آخر المدن المنفصلة عنها. مساحتها 28.8 كم2 (11.1 ميل مربع)، منها 0.4 كم2 (1.35 %) مياه.

## أعلام
- كيني فلوريان
- ليو بيرانك
- برايان مان
- تشارلز إليوت بيركنز
- فريدريك كونفيرز

## وصلات خارجية
- الموقع الرسمي